# Elezione del Presidente della Commissione di Difesa Nazionale del Comitato Popolare Centrale in Corea del Nord del 1982
L'elezione della Commissione di Difesa Nazionale del Comitato Popolare Centrale della Repubblica Popolare Democratica di Corea del 1982 avvenne il 6 aprile ad opera della VII Assemblea Popolare Suprema. Kim Il-sung e O Jin-u furono rieletti per la terza volta, rispettivamente, Presidente e Vicepresidente.